# حرات رهاط
حرات رهاط (به عربی: حرة رهاط) یک کوه در عربستان سعودی است که در Hejaz, Saudi Arabia واقع شده‌است. حرات رهاط ۱٬۷۴۴ متر بالاتر از سطح دریا واقع شده‌است.